# 亚洲公路71号线
亚洲公路71号线（英語：Asian Highway 71），编号為，是亞洲公路網系統中一条全长426公里的公路，阿富汗德拉拉姆至伊朗的Dashtak。

## 阿富汗
- 606号公路（英语：Route 606 (Afghanistan)）: 德拉拉姆（英语：Delaram） - 扎兰季

## 伊朗
- 米拉克 - 扎博勒
- 99號公路: 扎博勒 - Dashtak